# 베를린 도이치 교향악단

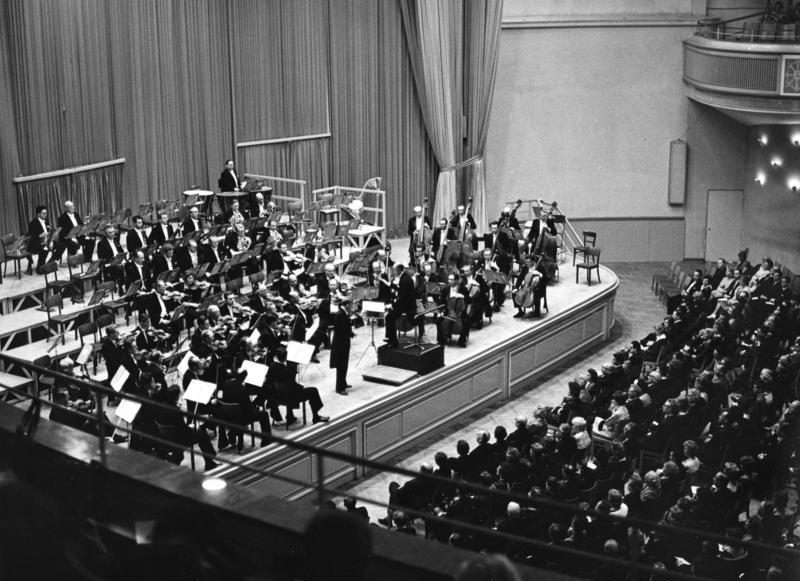
베를린 도이치 교향악단 (1961년)

베를린 도이치 교향악단(독일어: Deutsches Symphonie-Orchester Berlin)은 베를린에 본거지를 둔 독일의 대표적인 관현악단이다. 과거 명칭인 베를린 RIAS 교향악단(RIAS-Symphonie-Orchester Berlin)이나 베를린 방송 교향악단(Radio-Symphonie-Orchester Berlin)으로도 알려져 있다.

## 역사
제2차 세계 대전 종전 후 미군 점령지에 방송국이 설립되었는데, 미국 관할 구역이었기 때문에 'Rundfunks im amerikanischen Sektor/Radio in American Sector'라는 이름이 붙었고 각 머릿글자를 따서 'RIAS'라는 약칭형으로 불리게 되었다. 함부르크 등지에서 점령군 산하 방송국 소속의 관현악단을 조직하기 시작하면서 베를린에도 방송 관현악단의 창단이 필요하다는 의견이 나오기 시작했고, 1946년 11월에 '베를린 RIAS 교향악단'이라는 이름으로 창단되었다.
첫 공연은 이듬해 9월 7일에 개최되었으며, 처음 몇 년 동안은 상임 지휘자 없이 객원 지휘 체제로 운영되었다. 1948년에 헝가리 출신 지휘자인 프리처이 페렌츠가 초대 상임 지휘자로 부임했으며, 프리처이는 악단의 본업인 방송 출연 외에도 정기적인 연주회를 영화관인 티타니아 팔라스트에서 개최하면서 악단의 연주력 향상과 제3제국 시대에 금지되었던 레퍼토리들의 부활 공연에 힘썼다.
1953년에 미군 당국의 재정 지원이 중단되면서 해단설이 나돌기도 했으나, 악단 체제와 방송 계약을 그대로 유지하면서 RIAS로부터 독립했다. 상임 지휘자는 프리처이가 그대로 유임했고, RIAS 외에 1954년 6월에 영국군 점령지의 북서독일 방송국 베를린 지국을 기반으로 개국한 자유 베를린 방송(Sender Freies Berlin, SFB)과도 계약을 맺고 방송 출연을 시작했다. 1956년에는 '베를린 방송 교향악단'으로 개칭되었고, 1950년대 후반부터는 동시대 작곡가들의 신작 관현악 작품의 연주에도 주력했다.
프리처이는 바이에른 국립 오페라단 활동 때문에 1954년에 사임했으나, 1959년에 다시 복귀해 활동했다. 그러나 1960년대 초반부터 지병이었던 백혈병이 악화되면서 활동이 급격히 줄어들었고, 1963년에 타계하고 말았다. 악단은 이듬해 미국 출신 지휘자인 로린 마젤을 후임으로 지명했고, 마젤은 1975년에 겸무 중이던 클리블랜드 오케스트라에 전념하기 위해 사임할 때까지 재임했다. 마젤 사임 후에는 에리히 라인스도르프를 비롯해 오이겐 요훔, 게르트 알브레히트, 겐나디 로제스트벤스키, 네빌 마리너 등의 지휘자들이 객원으로 출연했다.
1977년에 베를린 시 당국과 자유 베를린 방송, RIAS 세 개 기관이 악단을 공동 운영하기로 합의했고, 1982년에는 이탈리아 출신 지휘자인 리카르도 샤이가 상임 지휘자로 임명되었다. 샤이 이후에는 블라디미르 아슈케나지와 켄트 나가노가 차례로 직책을 이어받았고, 2007년에 창단 이래 첫 독일인 상임 지휘자로 잉고 메츠마허가 취임해 현재까지 재직 중이다.
1990년 동서독의 통일 후 동베를린 지역에서 활동하던 '베를린 방송 교향악단' 과 이름의 경합이 문제가 되면서 악단 명칭을 바꾸자는 의견이 나오기 시작했고, 1993년에 현재의 명칭으로 최종 개칭되었다. 이듬해에는 방송 관현악단과 합창단 주식회사가 발족해 방송국 소속에서 공식적으로 독립하게 되었다.

## 주요 활동
창단 초기부터 유능한 연주가들을 대거 영입해 조직했기 때문에 단기간에 노련한 합주력과 광범위한 레퍼토리 폭을 자랑하는 관현악단으로 발전했고, RIAS 명칭 시절부터 도이체 그라모폰에 많은 양의 녹음을 남기면서 해외에도 알려지기 시작했다. 프리처이 재임기에는 주로 버르토크나 코다이 등 헝가리 작곡가들이나 드보르자크 등 체코 작곡가, 하이든과 베토벤의 교향곡 등 기본적인 독일 레퍼토리, 차이콥스키와 스트라빈스키 등의 곡에 이르기까지 매우 광범위한 레퍼토리들을 녹음했다.
마젤도 도이체 그라모폰의 계약을 유지하면서 녹음 활동을 했으나, 영국 음반사인 데카와도 2중 계약이 수립되어 음반 발매가 시작되었다. 마젤 사임 후에는 객원 지휘 체제가 장기간 계속되면서 일시적인 침체기를 맞기도 했으나, 샤이가 상임 지휘자로 부임하면서 전속사였던 데카에 녹음을 재개했다. 후임이었던 아슈케나지도 부임 당시에는 데카 전속이었으나, 데카 외에도 온디네 등의 음반사와도 작업했고 브루크너의 초기 교향곡이나 스크랴빈의 '마지막 미스테리를 위한 준비' 등 진귀한 레퍼토리들을 발굴해 녹음하기도 했다.
나가노는 전속사였던 버진 클래식스에 여러 종류의 녹음들을 남겨 놓았고, 말러의 교향곡이나 존 애덤스의 현대 오페라 '엘 니뇨' 의 녹음 등으로 호평을 받았다. 현재 재임하고 있는 메츠마허는 아직 본격적인 음반 제작은 하지 않고 있으나, 향후 전속사인 EMI와 작업할 예정이다. 이외에도 데카에서 기획한 제3제국 시대의 피탄압 음악 부활 녹음 시리즈인 '퇴폐음악' 에도 참가해 다수의 오페라와 관현악곡을 녹음하면서 좋은 반응을 얻기도 했다.
1994년에 완전 독립 체제로 개편되기는 했으나, 여전히 독일 내 주요 방송사들과 긴밀한 관계를 맺고 있다. 대부분의 연주회는 베를린 필하모니에서 개최되고 있으며, 단원들이 정장이 아닌 캐주얼 차림으로 등장하고 지휘자가 곡에 대한 해설을 직접 하는 '캐주얼 콘서트' 나 어린이 음악회, 악단 단원들의 실내악 연주회, 예수 그리스도 교회의 종교음악 연주회 등에도 출연하고 있다. 이외에도 초대 상임 지휘자인 프리처이의 이름을 내걸고 유능한 현악 연주자를 양성하는 교육 프로젝트인 '프리처이 페렌츠 장학금'도 진행하고 있다.

## 역대 상임 지휘자
- 프리처이 페렌츠 (1948-1954, 1959-1963)
- 로린 마젤 (1964-1975)
- 리카르도 샤이 (1982-1989)
- 블라디미르 아슈케나지 (1989-2000)
- 켄트 나가노 (2000-2006)
- 잉고 메츠마허 (2007-2010)
- 투간 소히예프 (2012-2016)
- 로빈 티치아티 (2017/09-)[1]